# Adam recherche Ève
 (avril 2015).
Si vous disposez d'ouvrages ou d'articles de référence ou si vous connaissez des sites web de qualité traitant du thème abordé ici, merci de compléter l'article en donnant les références utiles à sa vérifiabilité et en les liant à la section « Notes et références ».
Adam recherche Ève est une émission de télévision française de téléréalité en six épisodes de 52 minutes, présentée par Caroline Ithurbide, et diffusée en prime time entre le 3 mars et le 7 avril 2015 sur D8.
Il s'agit d'une adaptation de l'émission néerlandaise Adam Zkt. Eva (nl), déclinée dans plusieurs pays.
En Belgique, l'émission est diffusée sur AB3 à partir du 26 mars 2015 dès 20 h 5.
L'émission est déconseillée aux moins de 10 ans, et, contrairement à certains pays étrangers, contient un floutage des parties génitales. La seule saison a perdu la moitié de ses téléspectateurs entre le premier et le dernier épisode, et n'a pas été diffusée intégralement.

## Concept de l'émission
Sur une île déserte, un homme et une femme se rencontrent totalement dénudés puis font connaissance, discutent, font des activités ensemble, avant l'arrivée d'une deuxième partenaire qui vient concurrencer la première. Après avoir pris le temps de découvrir les deux femmes, l'homme en choisit une d'entre elles. De retour dans le monde habillé, la concurrente choisie confirme ou infirme son souhait de continuer hors-caméra une relation personnelle avec le concurrent.
Symétriquement, l'émission peut mettre en présence une femme et deux hommes.

## Mise en garde du CSA
Le 12 juin 2015, soit à la fin de la diffusion, le CSA met en garde D8 à la suite de plusieurs plaintes de téléspectateurs. En effet, il s'inquiète de certaines séquences comportant des propos sur le physique des candidats ou propices à des rapprochements physiques. Il prévient que si l'émission va plus loin dans la connotation sexuelle, elle sera susceptible d'être interdite aux moins de 12 ans, et ce en dépit du floutage. Cela signifierait une interdiction de diffusion en prime time, les programmes de cette catégorie ne pouvant être diffusés qu'après 22 h, sauf à titre exceptionnel. Le CSA a par ailleurs interdit la diffusion d'extraits contenant des scènes de nudité à des horaires pouvant toucher un public jeune,.

## Audiences
L'émission a réuni en moyenne 827 500 téléspectateurs (3,2 % de PdA).
|              | Nb. de téléspectateurs | PDM (en %) |
| ------------ | ---------------------- | ---------- |
| 3 mars 2015  | 1 313 000              | 4,9        |
| 10 mars 2015 | 909 000                | 3,5        |
| 17 mars 2015 | 725 000                | 2,8        |
| 24 mars 2015 | 783 000                | 3,1        |
| 31 mars 2015 | 588 000                | 2,3        |
| 7 avril 2015 | 647 000                | 2,5        |